# Pinus arizonica
Pinus arizonica ist eine Pflanzenart aus der Gattung der Kiefern (Pinus) innerhalb der Familie der Kieferngewächse (Pinaceae). Das natürliche Verbreitungsgebiet liegt im Südwesten der Vereinigten Staaten und in Mexiko. Sie wird in der Roten Liste der IUCN als nicht gefährdet eingestuft. Es werden drei Varietäten unterschieden. Sie ist in Mexiko ein wichtiger Holzlieferant und wird nicht gärtnerisch verwendet.

## Beschreibung

### Erscheinungsbild
Pinus arizonica wächst als immergrüner Baum, der Wuchshöhen von 30 bis 35 Metern erreicht. Der Stamm wächst aufrecht, gerade und erreicht Brusthöhendurchmesser von 100 bis 120 Zentimetern. Die Stammborke ist dick, rau, schuppig und in große, graue Platten geteilt, die durch breite und tiefe, rötlich braune bis dunkelbraune Risse getrennt sind. Die Äste sind dünn und ausgebreitet oder aufsteigend, niedrigere Äste beinahe hängend. Die Krone älterer Bäume ist rundlich oder abgeflacht, offen oder dicht. Junge Zweige sind anfangs orangebraun, mit einer dünnen Wachsschicht überzogen, kahl und durch bleibende, herablaufende Pulvini, Reste abgefallener Nadelbündel, rau.
Das größte vermessene Exemplar in den Vereinigten Staaten erreichte 1998 eine Wuchshöhe von 38,7 Metern mit einem Stammdurchmesser von 120 Zentimetern und einen Kronendurchmesser von 17,3 Metern.

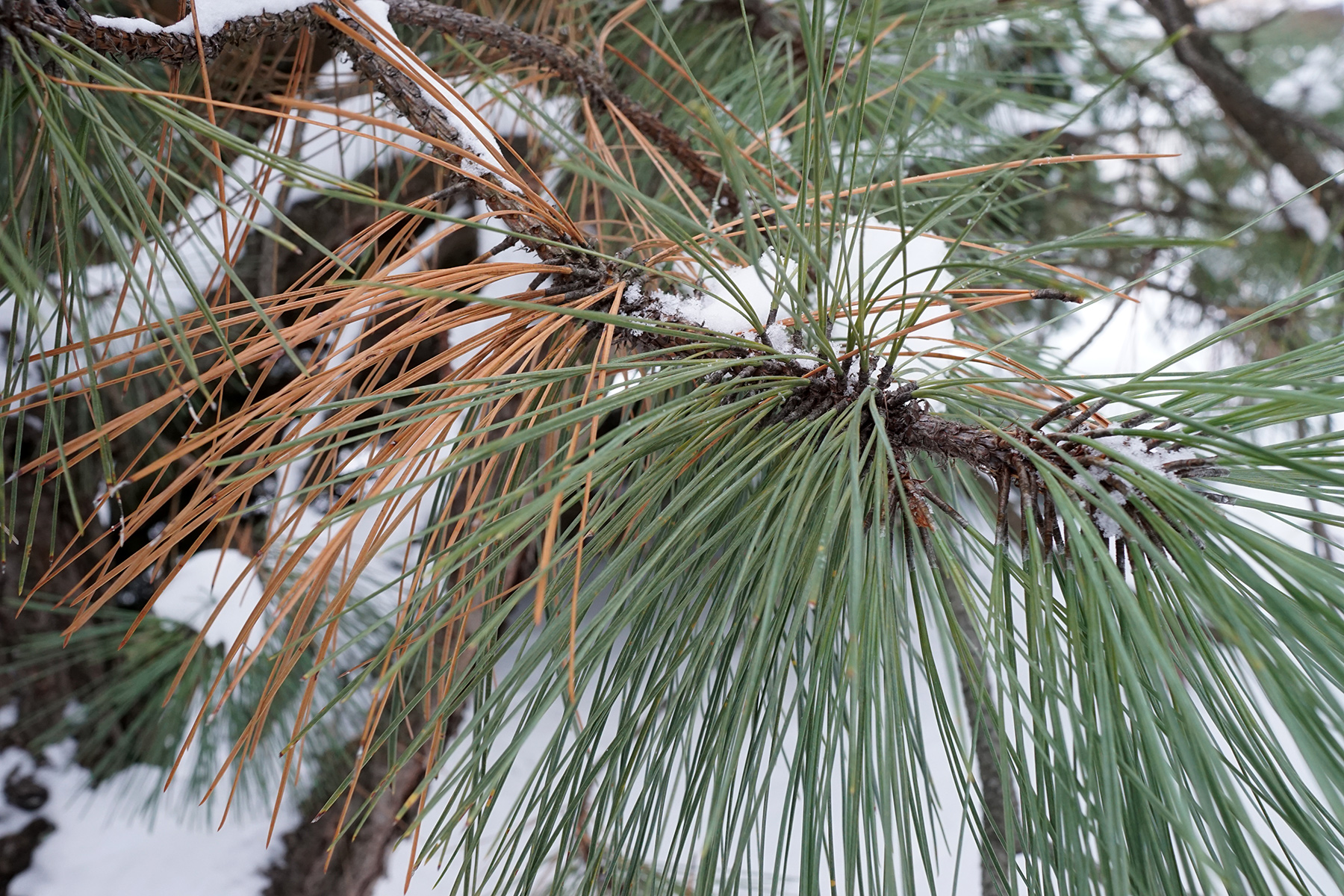
Zweig mit Nadeln

### Knospen und Nadeln
Die Niederblätter sind dunkelbraun, bis zu 15 Millimeter lang und 3 bis 4 Millimeter breit, pfriemförmig, trockenhäutig, mit unregelmäßig gezackten und bewimperten Rand und gestutzter Spitze. Vegetative Knospen sind nicht harzig, braun und eiförmig bis eiförmig-spitz. Endständige Knospen sind 15 bis 30 Millimeter lang bei Durchmessern von 10 bis 15 Millimetern, seitständige Knospen sind kleiner. Die Knospenschuppen stehen an der Spitze ab oder sind sogar zurückgebogen, sie haben einen braunen, lang bewimperten Rand.
Die Nadeln wachsen zu dritt bis zu fünft in einer anfangs 15 bis 30 Millimeter langen, sich auf etwa 10 Millimeter verkürzenden aber bleibenden Nadelscheide. Die Nadeln sind hell gelblich grün oder bläulich grün, steif oder weich, gerade oder leicht gebogen und verdreht, meist 10 bis 20, selten ab 8 und bis 15 Zentimeter lang und 0,9 bis 1,8 Millimeter dick. Der Nadelrand ist fein gesägt, das Ende spitz bis stechend. Auf allen Nadelseiten gibt es deutliche Spaltöffnungsstreifen, auf der konvexen abaxialen Seite sind es meist vier bis acht, selten ab drei bis zwölf Linien, auf den beiden adaxialen Seiten meist vier, selten drei oder fünf. Es werden meist drei bis fünf seltener bis zu sieben Harzkanäle gebildet. Die Nadeln bleiben zwei bis drei Jahre am Baum.

### Zapfen und Samen
Die Pollenzapfen sind gelblich bis gelblich braun, bei einer Länge von 15 bis 20 Millimetern sowie einem Durchmesser von etwa 5 Millimetern eiförmig-länglich bis zylindrisch. Die Samenzapfen wachsen einzeln, in Paaren oder Wirteln von drei bis fünf auf kurzen, gebogenen Stielen. Ausgewachsene Zapfen sind beinahe sitzend, eiförmig bis breit-eiförmig, unsymmetrisch mit schiefer Basis, oft leicht gebogen und geöffnet meist 5 bis 10 selten ab 4,5 und bis 14 Zentimeter lang, bei Durchmessern von 3,5 bis 6 selten bis 8 Zentimetern. Die 75 bis 150 Samenschuppen sind dick, steif, breit länglich, beinahe gerade oder besonders an der Basis gebogen, dunkel purpurn bis schwarzbraun auf der abaxialen Seite und hellbraun und durch die Samenflügel schwach gefleckt auf der adaxialen Seite. Die Apophyse ist im Umriss rhombisch bis fünfeckig, ockerfarben bis hell rötlichbraun und quer gekielt. Der Umbo liegt dorsal, er ist erhöht und gebogen oder beinahe flach, rhombisch, quer gekielt, 4 bis 8 Millimeter breit, grau und mit einem kleinen, hinfälligen Stachel bewehrt.
Die Samen sind schief eiförmig, etwas abgeflacht, 4 bis 7 Millimeter lang, 3 bis 5 Millimeter breit, hellbraun mit dunklen Flecken. Die Samenflügel sind schief eiförmig, 12 bis 20 Millimeter lang, 4 bis 8 Millimeter breit, durchscheinend und graubraun mit schwarzer Tönung.

## Vorkommen und Gefährdung

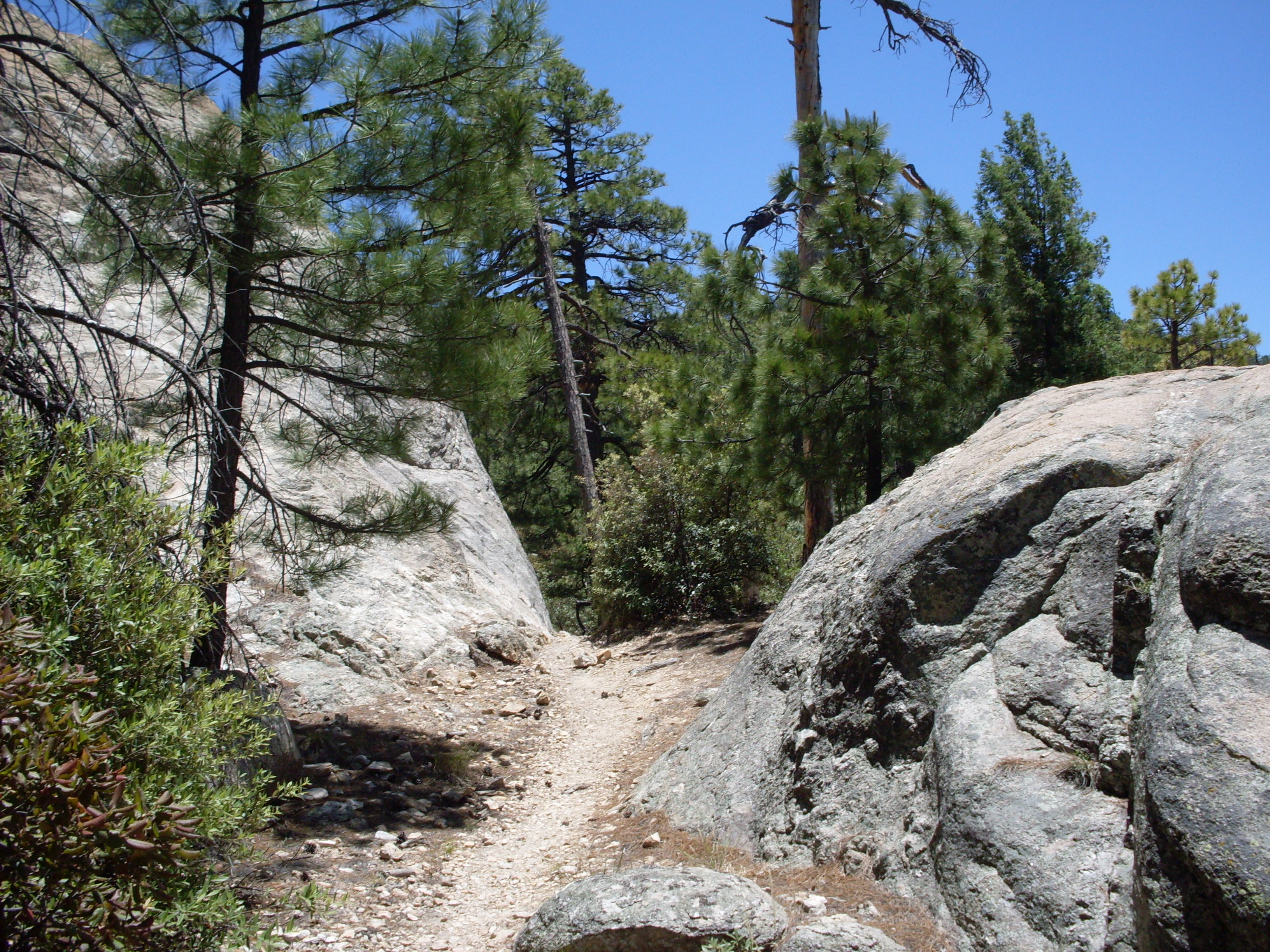
Habitus im Habitat am Mount Lemmon, Santa Catalina Mountains

Das natürliche Verbreitungsgebiet von Pinus arizonica liegt im Südwesten der Vereinigten Staaten in Arizona und New Mexico, und in Mexiko in der Sierra Madre Occidental bis in den Süden von Durango und verstreut in Coahuila, im Nordosten von Zacatecas und in Nuevo León.
Pinus arizonica wächst in Höhenlagen von meist 2000 bis 2700 Metern (1300 bis 3000 Metern). Das Verbreitungsgebiet wird der Winterhärtezone 7 zugerechnet mit mittleren jährlichen Minimaltemperaturen zwischen −17,7 und −12,3° Celsius (0 bis 10° Fahrenheit). Im Verbreitungsgebiet können leichte Winterfröste auftreten. Die Jahresniederschlagsmenge ist niedrig bis mäßig und reicht von 700 bis 900 Millimeter, die größtenteils über die Wintermonate fallen. Sie wächst auf verschiedenen Bodentypen, am besten in Tälern und auf Mesas mit tiefgründigen Böden. Pinus arizonica wächst in Reinbeständen oder häufiger zusammen mit verschiedenen Eichenarten (Quercus spp.), anderen Kiefernarten wie Pinus engelmannii und Pinus strobiformis oder Wacholdern wie Juniperus flaccida in tieferen Lagen und Juniperus deppeana in höheren.
In der Roten Liste der IUCN wird Pinus arizonica als „nicht gefährdet“ (= „Lower Risk/least concern“) eingestuft. Es wird jedoch darauf hingewiesen, dass eine Neubeurteilung aussteht. Die Art ist ein wichtiger Bestandteil der Kiefern- und Mischwälder der Sierra Madre Occidental und wird wegen des Holzes besonders in den leichter zugänglichen Gebieten stark genützt. Bestände mit großen Bäumen sind in diesen Gebieten inzwischen selten, jedoch gibt es keine Hinweise, dass das Verbreitungsgebiet oder die Zahl der Bäume zurückgeht.

## Systematik und Forschungsgeschichte
Die Erstbeschreibung erfolgte durch 1879 George Engelmann in Joseph Trimble Rothrock: Report Upon United States Geographical Surveys West of the One Hundredth Meridian, in Charge of First Lieut. Geo. M. Wheeler ..., Volume 6: Botany 6, Seite 260. Das Artepitheton arizonica verweist auf Arizona, Exemplare aus diesem Bundesstaat wurden zur Erstbeschreibung herangezogen.
Die Art Pinus arizonica gehört zur Untersektion Ponderosae aus der Sektion Trifoliae in der Untergattung Pinus innerhalb der Gattung Pinus.
Von Pinus arizonica werden drei Varietäten unterschieden:
- Pinus arizonica Engelm. var. arizonica: Die meist großen Bäume erreichen eine Wuchshöhe von 30 bis 35 Metern. Die Nadeln wachsen meist zu dritt oder zu viert selten zu fünft, sie sind steif oder etwas weich, gerade oder leicht gebogen und verdreht, meist 10 bis 20 Zentimeter lang, selten ab 8 und bis 23 Zentimeter mit Durchmesser von meist 0,9 bis 1,4 selten bis 1,6 Millimetern. Die Samenzapfen sind geöffnet eiförmig bis breit eiförmig, häufig leicht gebogen und selten ab 4,5 meist 5 bis 7 Zentimeter lang bei Durchmessern von 3,5 bis 6 Zentimetern. Die Samen sind schief eiförmig, leicht abgeflacht, 4 bis 6 Millimeter lang und 3 bis 3,5 Millimeter breit. Der Samenflügel ist schief eiförmig, 12 bis 15 Millimeter lang und 4 bis 6 Millimeter breit. Das Verbreitungsgebiet liegt in Arizona und New Mexico, in der Sierra Madre Occidental nach Süden bis Durango und verstreut in Coahuila, im Nordosten von Zacatecas und in Nuevo León. Die Varietät wurde auch als Unterart Pinus ponderosa subsp. arizonica (Engelm.) E.Murray und als Varietät Pinus ponderosa var. arizonica (Engelm.) Shaw der Art Pinus ponderosa Douglas ex C.Lawson zugeordnet. Diese beiden Namen gelten als Synonyme.[9]
- Pinus arizonica var. cooperi (C.E.Blanco) Farjon: Die meist großen Bäume erreichen eine Wuchshöhe von 30 bis 35 Metern. Die Nadeln wachsen meist zu fünft, seltener zu viert oder zu dritt, sie sind steif oder etwas weich, oft gebogen, meist 6 bis 10 Zentimeter lang, selten ab 5 und bis 12 Zentimeter mit Durchmesser von 1 bis 1,3 Millimetern. Die Samenzapfen sind geöffnet eiförmig bis breit eiförmig, häufig leicht gebogen und 5 bis 10 selten bis 12 Zentimeter lang bei Durchmessern von 4 bis 6 Zentimetern. Die Samen sind schief eiförmig, leicht abgeflacht, 5 bis 7 Millimeter lang und 4 bis 5 Millimeter breit. Der Samenflügel ist schief eiförmig, 15 bis 20 Millimeter lang und 6 bis 8 Millimeter breit. Das Verbreitungsgebiet liegt hauptsächlich in Durango, doch gibt es weiter nördlich auch verstreute Vorkommen in der Sierra Madre Occidental bis nach Chihuahua und Sonora. Die Varietät wurde auch als eigene Art Pinus cooperi C.E.Blanco beschrieben. Dieser Namen gilt als Synonym.[9]
- Pinus arizonica var. stormiae Martinez: Die meist mittelgroßen Bäume erreichen eine Wuchshöhe von 15 bis 20 Metern. Die Nadeln wachsen meist zu dritt oder zu viert, selten zu fünft, sie sind dick, grob und steif, meist gebogen und verdreht, 14 bis 25 Zentimeter lang mit Durchmesser von 1,4 bis 1,8 Millimetern. Die Samenzapfen sind geöffnet eiförmig bis eiförmig-länglich, häufig gebogen und 5 bis 10 selten ab 4,5 und bis 14 Zentimeter lang bei Durchmessern von 3,5 bis 6 selten bis 8 Zentimetern. Die Samen sind schief eiförmig, leicht abgeflacht, 5 bis 6 Millimeter lang und 3,5 bis 4 Millimeter breit. Der Samenflügel ist schief eiförmig, 12 bis 16 Millimeter lang und 6 bis 8 Millimeter breit. Das Verbreitungsgebiet liegt hauptsächlich im Süden von Nuevo León mit einigen weiteren Vorkommen im Süden von Coahuila, Zacatecas und möglicherweise auch in San Luis Potosí. Die Varietät wurde auch als Varietät Pinus ponderosa var. stormiae (Martinez) Silba der Art Pinus ponderosa Douglas ex C.Lawson zugeordnet. Dieser Namen gilt als Synonym.[9]

In den Vereinigten Staaten hybridisiert Pinus arizonica natürlich mit Pinus ponderosa var. scopulorum und mit Pinus engelmannii, in ihrem Verbreitungsgebiet in Mexiko möglicherweise mit anderen Vertretern der Untersektion Ponderosae.

## Verwendung
Pinus arizonica ist in Mexiko ein wichtiger Holzlieferant und hat dort eine ähnliche Bedeutung wie Pinus ponderosa in den Vereinigten Staaten. Auch die Verwendung des Holzes ist ähnlich, aus dem Holz größerer Stämme werden Fensterrahmen, Türen, Treppen, Böden und Möbel hergestellt. Das Holz wird von vielen lokalen und regionalen Sägewerken weiterverarbeitet, und nur ein kleiner Teil wird exportiert. Durch Übernutzung wurden die Bestände jedoch stark reduziert, und kurzfristig kann keine nachhaltige Forstwirtschaft etabliert werden, was zu rückläufigen Erträgen führt. Die Art wird nicht gärtnerisch genutzt, es könnten jedoch Vertreter aus den Vereinigten Staaten, die als Pinus ponderosa eingeordnet wurden, in Parks Verwendung finden.